# Oncophorus crispifolius
Oncophorus crispifolius là một loài Rêu trong họ Dicranaceae. Loài này được (Mitt.) Lindb. mô tả khoa học đầu tiên năm 1872.